# Meloe paropacus
Meloe paropacus là một loài bọ cánh cứng trong họ Meloidae. Loài này được Dillon miêu tả khoa học năm 1952.